# محمد عطوة
محمد عطوة مواليد 15 يوليو 1990 في مصر، هو لاعب كرة قدم مصري يلعب في نادي الاتحاد السكندري.
لعب سابقاً مع نادي الترسانة ونادي مصر للمقاصة ونادي الاتحاد السكندري ونادي الرائد ونادي بيراميدز .